# Wen Ying
Wen Ying (chinesisch 文颖; * 28. Juli 1995) ist eine chinesische Biathletin und vormalige Skilangläuferin, die 2023 ihr Debüt im Biathlon-Weltcup gab.

## Sportliche Laufbahn
Wen Ying begann ihre Karriere als Skilangläuferin und bestritt ab 2019 eine Vielzahl von FIS-Rennen sowohl in ihrem Heimatland als auch in Norwegen, Schweden oder Finnland. Dabei kam sie mehrere Male in die Nähe eines Podestplatzes, konnte einen solchen aber nie erreichen. 2022 gab die Chinesin in Otepää ihr Debüt im Rollerski-Weltcup und erreichte im Massenstart über 16 Kilometer immerhin Rang fünf, wobei sie beispielsweise Kaidy Kaasiku hinter sich lassen konnte.
Ende 2021 bestritt Wen ihre ersten internationalen Wettkämpfe im Biathlon, zeigte sich allerdings schnell als Athletin mit großem Talent am Schießstand. In ihrem zweiten Rennen, einem Sprint in Idre, traf die Chinesin alle Scheiben und gewann als 29. sofort Ranglistenpunkte, daraufhin trat sie nicht mehr in Erscheinung. Auf sich aufmerksam machte Wen im August 2022, als sie am Blinkfestivalen in Norwegen teilnahm und dort das Shoot Out, einen Schnelligkeitswettkampf im Schießen, für sich entscheiden konnte. Dabei setzte sie sich im Damenentscheid zunächst gegen Julia Simon und Justine Braisaz-Bouchet und im Finale gegen Quentin Fillon Maillet durch. Ihren nächsten Auftritt hatte Wen bei den Weltmeisterschaften 2023 in Oberhof, wo als Bestergebnis Rang 84 im Einzel heraussprang, auch das letzte Trimester im Weltcup bestritt sie und konnte sich noch bis auf Rang 81 verbessern. Nach einer Saison ohne Rennteilnahmen lief die 29-Jährige zu Beginn des Winters 2024/25 wieder im IBU-Cup und wurde in Obertilliach einmal 45. Im Februar 2025 gelang ihr daraufhin der bisher größte Karriereerfolg, da sie gemeinsam mit Tang Jialin, Chu Yuanmeng und Meng Fanqi die Goldmedaille im Staffelrennen der Asienspiele gewinnen konnte.

## Persönliches
Wen Ying stammt aus der Provinz Guizhou.

## Statistiken

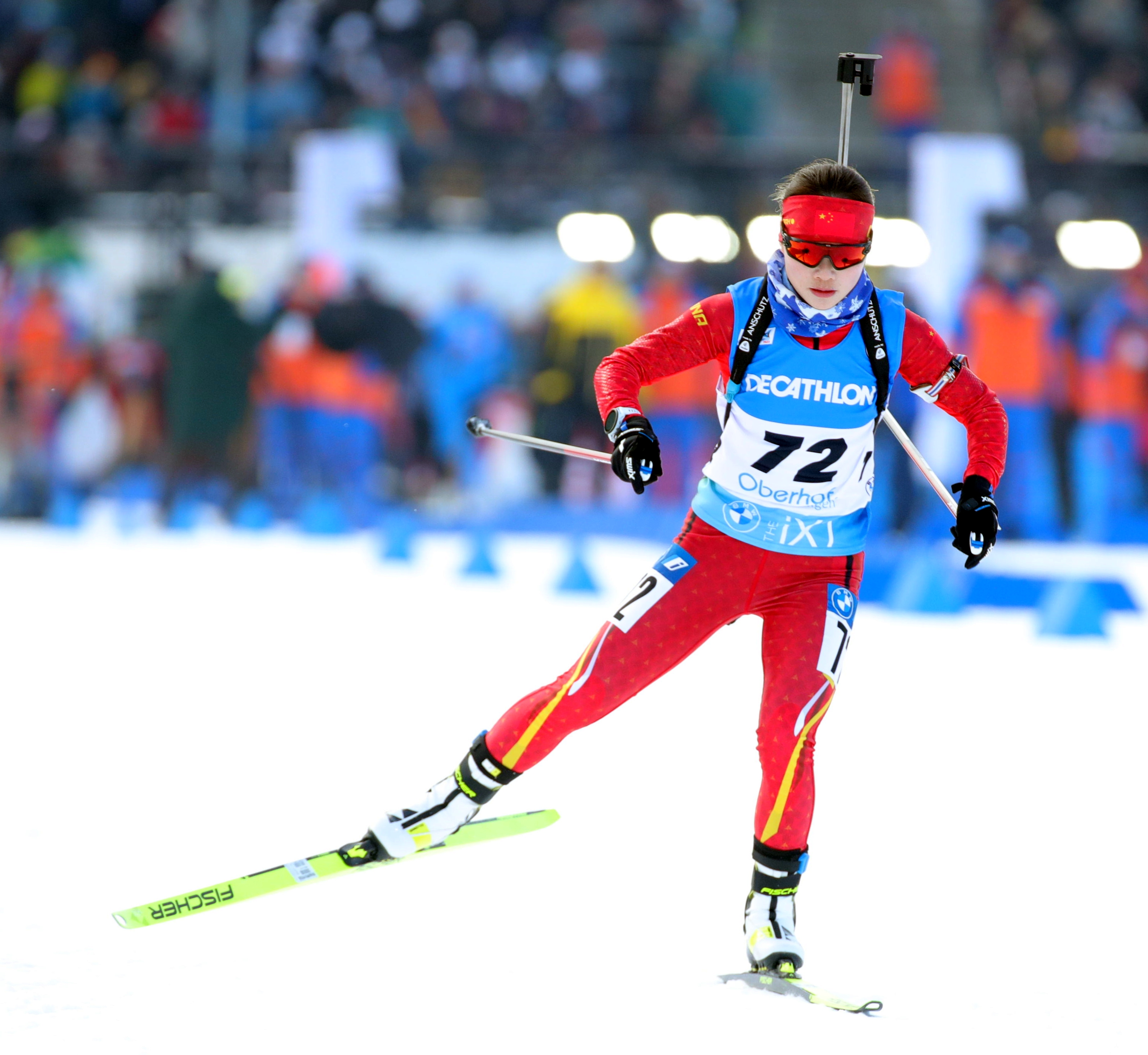
Wen während des Sprintwettkampfes der WM 2023

### Weltcupplatzierungen
Die Tabelle zeigt alle Platzierungen (je nach Austragungsjahr einschließlich Olympische Spiele und Weltmeisterschaften).
- 1.–3. Platz: Anzahl der Podiumsplatzierungen
- Top 10: Anzahl der Platzierungen unter den ersten zehn (einschließlich Podium)
- Punkteränge: Anzahl der Platzierungen innerhalb der Punkteränge (einschließlich Podium und Top 10)
- Starts: Anzahl gelaufener Rennen in der jeweiligen Disziplin
- Staffel: inklusive Mixed- und Single-Mixed-Staffeln

| Platzierung               | Einzel | Sprint | Verfolgung | Massenstart | Staffel | Gesamt |
| ------------------------- | ------ | ------ | ---------- | ----------- | ------- | ------ |
| 1. Platz                  |        |        |            |             |         |        |
| 2. Platz                  |        |        |            |             |         |        |
| 3. Platz                  |        |        |            |             |         |        |
| Top 10                    |        |        |            |             |         |        |
| Punkteränge               |        |        |            |             | 1       | 1      |
| Starts                    |        | 2      |            |             | 1       | 3      |
| Stand: Saisonende 2022/23 |        |        |            |             |         |        |

### Biathlon-Weltmeisterschaften
Ergebnisse bei den Weltmeisterschaften:
| Weltmeisterschaften | Weltmeisterschaften | Einzelwettbewerbe | Einzelwettbewerbe | Einzelwettbewerbe | Einzelwettbewerbe | Staffelwettbewerbe | Staffelwettbewerbe | Staffelwettbewerbe |
| Jahr                | Ort                 | Einzel            | Sprint            | Verfolgung        | Massenstart       | Damenstaffel       | Mixedstaffel       | S.-M.-Staffel      |
| ------------------- | ------------------- | ----------------- | ----------------- | ----------------- | ----------------- | ------------------ | ------------------ | ------------------ |
| 2023                | Oberhof             | 84.               | 89.               | –                 | –                 | –                  | 24.                | –                  |